# ありがとう (中島愛の曲)
「ありがとう」は、中島愛の楽曲で、9枚目、かつ個人名義での音楽活動休止前最後のシングル。2013年8月7日にFlyingDogから発売された。

## 概要
前作「そんなこと裏のまた裏話でしょ?」から6か月ぶりのリリース。
表題曲は、テレビアニメ『たまゆら〜もあぐれっしぶ〜』のエンディングテーマに起用された。レコーディングでは24歳という若さゆえ、両親の視点で歌うのは不安だったため、自身の結婚像を思い浮かべながら『もあぐれっしぶ』の主人公である楓の視点でファンへの感謝の気持ちを歌ったという。尾崎亜美による作曲で、ベースには彼女の夫である小原礼が参加した。
PVは、近日中に結婚する予定の娘が里帰りする内容になっている。
シングルは初回限定盤（VTZL-69）と通常盤（VTCL-35159）の2種リリースで、初回限定盤には本曲のPVを収録したDVDが同梱されている他、初回限定盤の4・5曲目や通常盤の4曲目には2013年4月に行われた『Fan Club Tour〜Megumi Nakajima Unplugged Live〜!』の模様が収録されている。
シングルの2曲目「風色のフィルム」は、楓の「前に進む勇気」を歌った柔らかいバラード曲。
初回限定盤の3曲目「Megu2 Magic」は、デビュー5周年ライブのために制作された楽曲。ライブに合わせて過去に期間限定の配信限定で先行発売されていた。コールアンドレスポンスを取り入れたライブを意識した曲に仕上がっている。なお中島によれば本曲は原曲に比べ「コールで盛り上がる曲」に仕上がっているという。
通常盤の3曲目「神様のいたずら -うたとぴあの-」は、自身が手掛けた、テレビアニメ『たまゆら〜hitotose〜』のエンディングテーマ「神様のいたずら」の伴奏をピアノにアレンジしたもので、レコーディングは通常のテイク方式ではなくピアノの中島の呼吸に合わせたライブレコーディングに近い形で行われた。

## 収録曲

### 初回限定盤
| #         | タイトル                                             | 作詞      | 作曲       | 編曲      | ストリングスアレンジ | 時間  |
| --------- | ---------------------------------------------------- | --------- | ---------- | --------- | -------------------- | ----- |
| 1.        | 「ありがとう」                                       | 尾崎亜美  | 尾崎亜美   | 佐藤準    |                      | 4:53  |
| 2.        | 「風色のフィルム」                                   | 矢野博康  | 矢野博康   | 矢野博康  |                      | 4:51  |
| 3.        | 「Megu2 Magic」                                      | 木村有希  | 木村有希   | 木村有希  | 長谷泰宏             | 4:38  |
| 4.        | 「ジェリーフィッシュの告白」(Unplugged Live Version) | 岩里祐穂  | 宮川弾     | 西脇辰弥  |                      | 4:22  |
| 5.        | 「Songbird」(Unplugged Live Version)                 | 銀色夏生  | 菅野よう子 | 西脇辰弥  |                      | 5:20  |
| 6.        | 「ありがとう」(Instrumental)                         |           |            |           |                      | 4:53  |
| 7.        | 「風色のフィルム」(Instrumental)                     |           |            |           |                      | 4:51  |
| 8.        | 「Megu2 Magic」(Instrumental)                        |           |            |           |                      | 4:34  |
| 合計時間: | 合計時間:                                            | 合計時間: | 合計時間:  | 合計時間: | 合計時間:            | 38:22 |

| #  | タイトル                    | 作詞 | 作曲・編曲 |
| -- | --------------------------- | ---- | ---------- |
| 1. | 「ありがとう」(music video) |      |            |

### 通常盤
| #         | タイトル                          | 作詞       | 作曲      | 編曲         | バンドアレンジ | 時間  |
| --------- | --------------------------------- | ---------- | --------- | ------------ | -------------- | ----- |
| 1.        | 「ありがとう」                    |            |           |              |                | 4:53  |
| 2.        | 「風色のフィルム」                |            |           |              |                | 4:51  |
| 3.        | 「神様のいたずら -うたとぴあの-」 | 大江千里   | 大江千里  | 中島ノブユキ |                | 5:01  |
| 4.        | 「星空」(Unplugged Live Version)  | 伊藤利恵子 | 西脇辰弥  |              | 西脇辰弥       | 5:06  |
| 5.        | 「ありがとう」(Instrumental)      |            |           |              |                | 4:53  |
| 6.        | 「風色のフィルム」(Instrumental)  |            |           |              |                | 4:49  |
| 合計時間: | 合計時間:                         | 合計時間:  | 合計時間: | 合計時間:    | 合計時間:      | 29:33 |

## 参加ミュージシャン
ありがとう
- 中島愛：Vocal, Backing Vocals
- 佐藤準：Acoustic Piano, Keyboards
- 林立夫：Drums
- 小原礼：Bass
- 佐橋佳幸：Guitars
- 山崎哲雄：Manipulator
- Kanaストリングス：Strings

風色のフィルム
- 中島愛：Vocal, Backing Vocals
- 楠均：Drums
- 鈴木正人：Bass
- 名越由貴夫：Guitar
- 皆川真人：Acoustic Piano
- 矢野博康：Programming, Tambourine
- 桑野聖ストリングス：Strings

Megu2 Magic
- 中島愛：Vocal, Backing Vocals
- 木村有希：Guitars, Bass, Programming, Response Chorus, Handclapping, Backing Vocals
- 佐野康夫：Drums
- 長谷泰宏：Programming, Response Chorus, Handclapping
- 弦一徹ストリングス：Strings
- 佐々木社長, 伊藤部長, 福田P, JACK, まさや, ちかどん, なみちゃん, こんちゃん, おしめじくん, 浜中里枝, acane_madder,  安田みずほ, 謎の人物K：Response Chorus, Handclapping
- 北川勝利：Response Chorus, Handclapping, Backing Vocals

ジェリーフィッシュの告白 (Unplugged Live Version)
Songbird (Unplugged Live Version)
- 中島愛：Vocal
- 西脇辰弥：Keyboards, Band Master, Band Arrangement
- 黒田晃年：Guitar
- 南條由起：Violin
- 菅野太雅：Cello